# Rivière de la Petite Hache
Rivière de la Petite Hache är ett vattendrag i Kanada.   Det ligger i provinsen Québec, i den östra delen av landet, 500 km nordost om huvudstaden Ottawa. Rivière de la Petite Hache ligger vid sjöarna  Lac Cowan och Lac de la Petite Hache.
I omgivningarna runt Rivière de la Petite Hache växer i huvudsak blandskog. Trakten runt Rivière de la Petite Hache är nära nog obefolkad, med mindre än två invånare per kvadratkilometer.